# آلونسو د کورروبیس
 آلونسو د کورروبیس (انگلیسی: Alonso de Covarrubias؛ ۱۴۸۸ – ۱۵۷۰) یک معمار، و مجسمه‌ساز اهل اسپانیا بود.

## نگارخانه

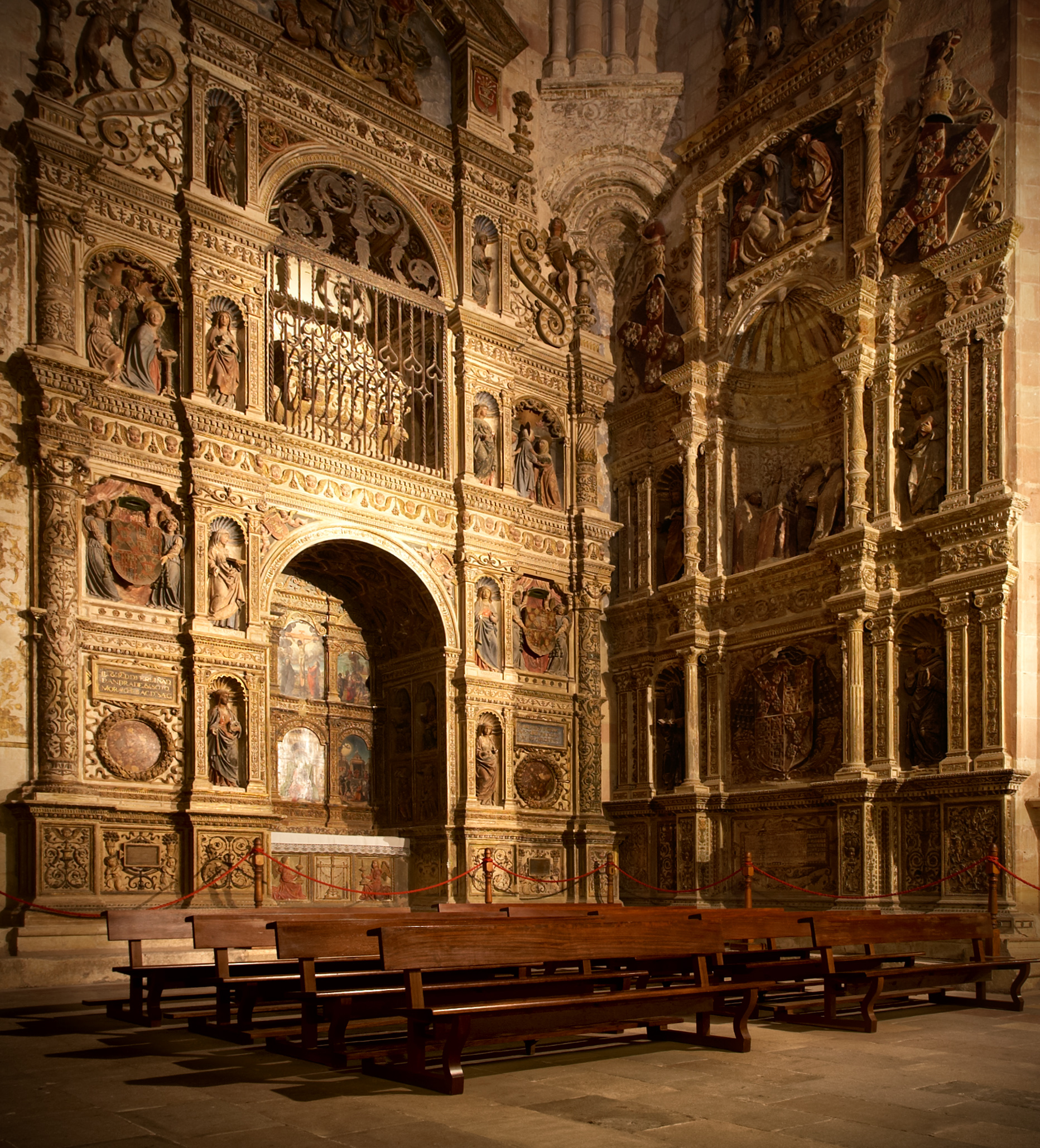
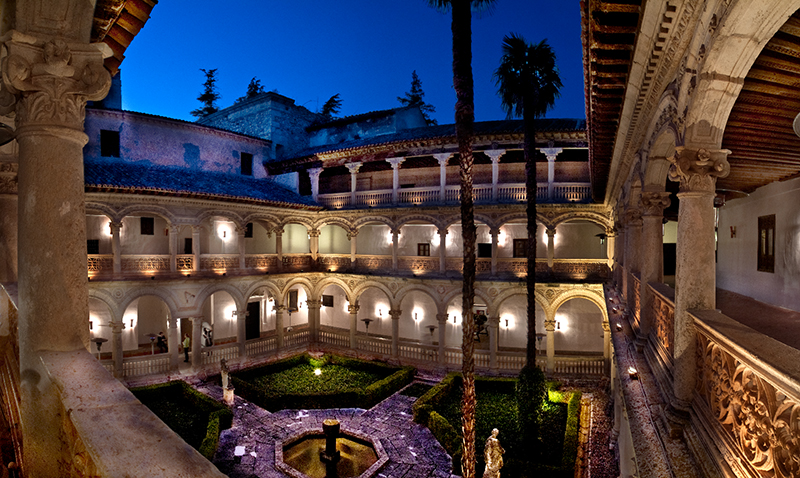
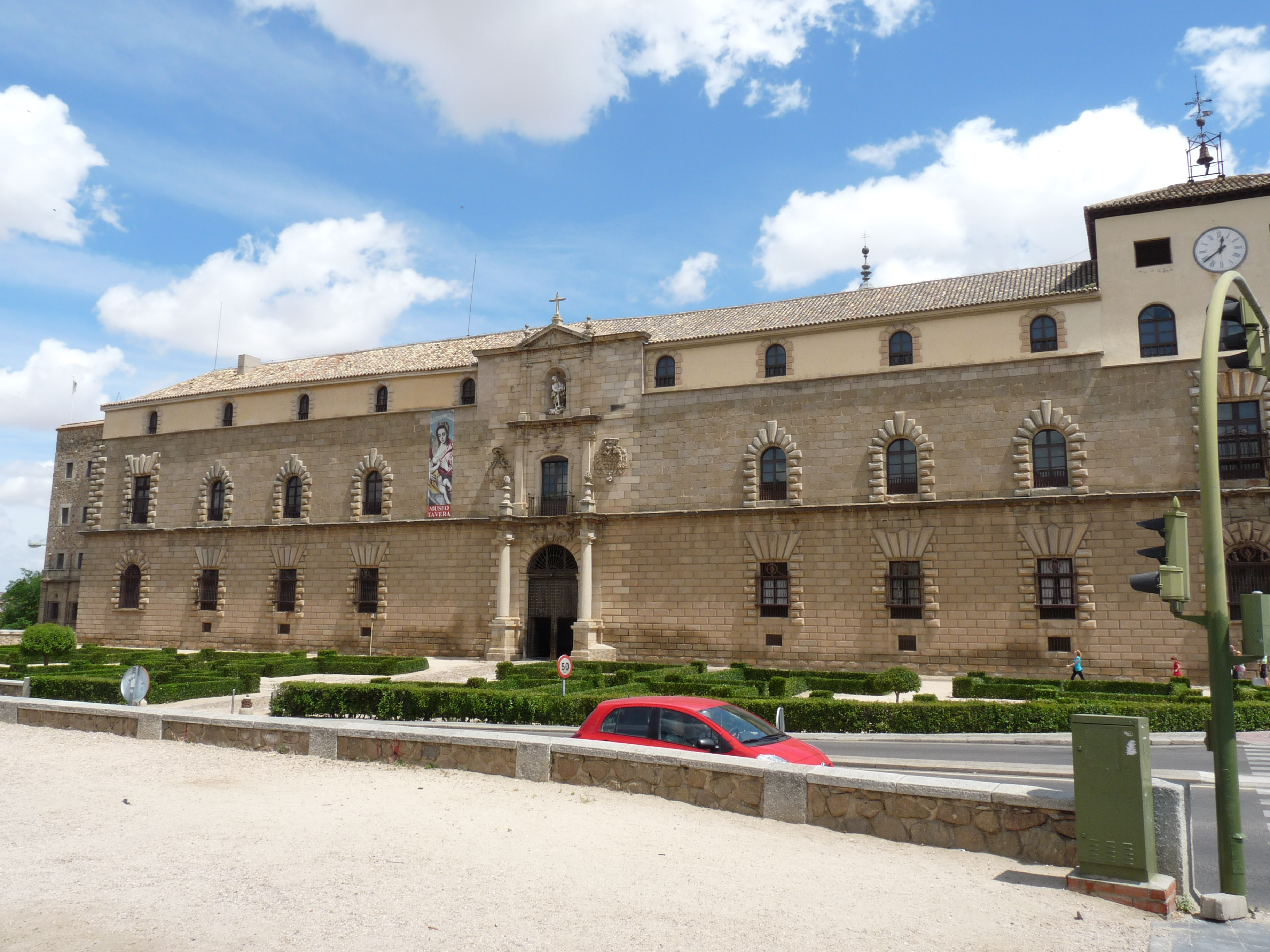
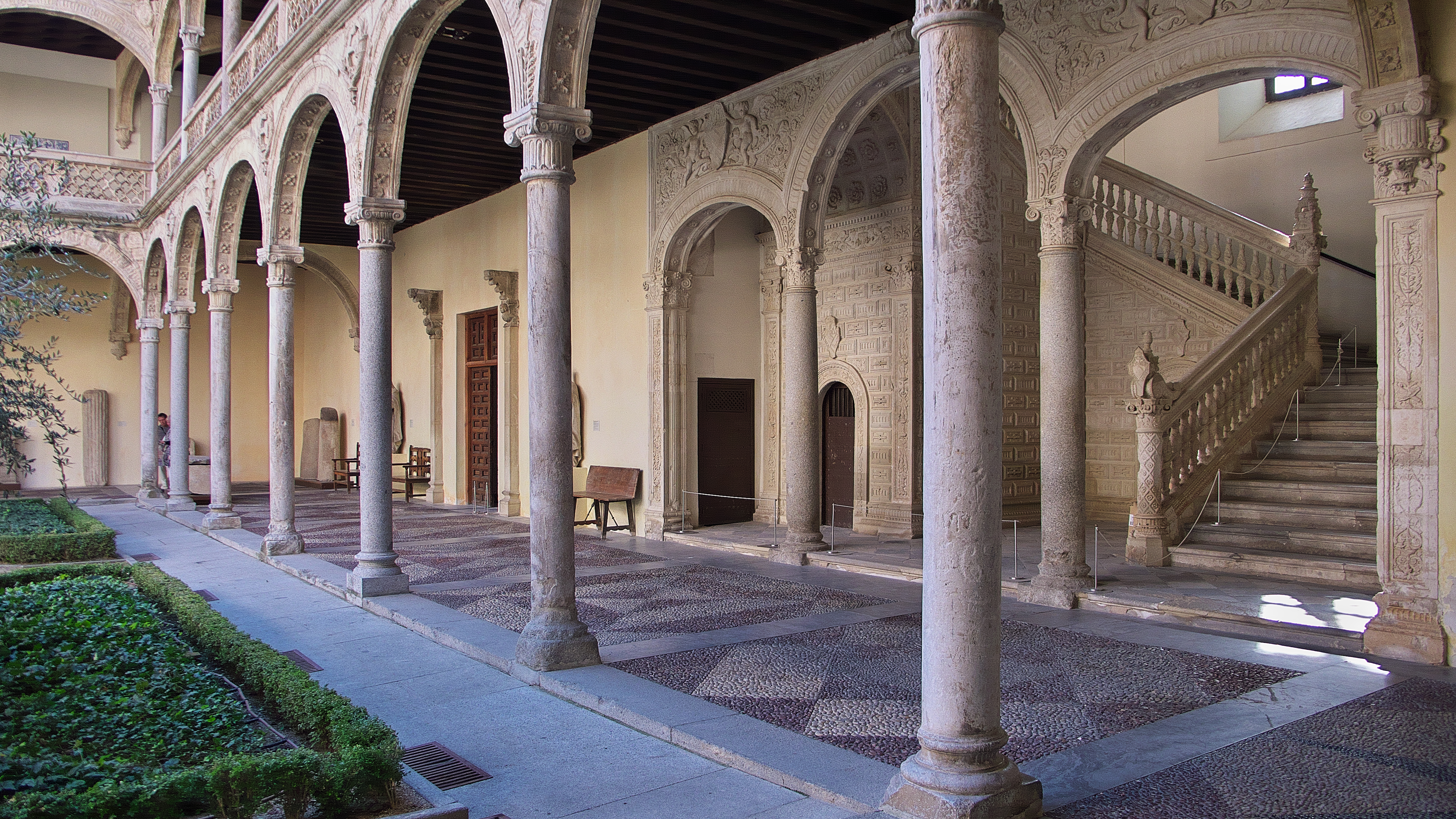
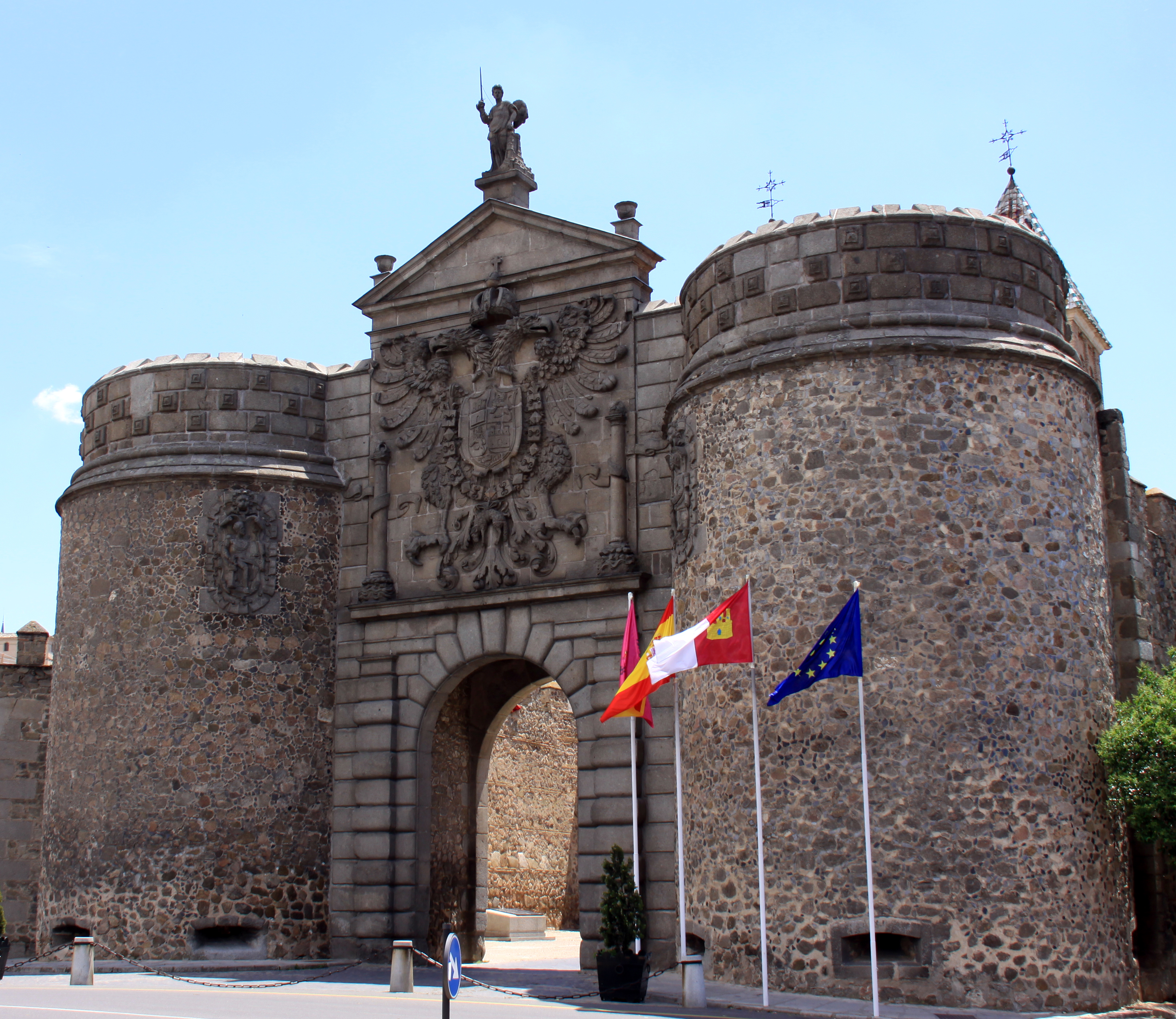